# Nam Nguyen
Nam Nguyen (Ottawa, 20 mei 1998) is een Canadees kunstschaatser. Nguyen werd in 2014 wereldkampioen bij de junioren.

## Biografie

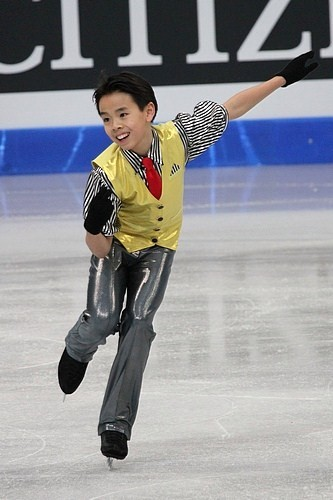
Nguyen bij de WK junioren 2012

Nguyen, een zoon van Vietnamese emigranten, werd op 20 mei 1998 in de Canadese hoofdstad Ottawa geboren, maar verhuisde op eenjarige leeftijd met zijn ouders naar het geheel aan de westkust van Canada gelegen Richmond. Later ging het gezin in Burnaby wonen, een stad onder de rook van Vancouver, en weer later in Toronto. Nguyen begon in eerste instantie met ijshockey, maar stapte al gauw over naar het kunstschaatsen. Hij won achter elkaar de nationale kampioenschappen bij de juvenile (2007), prenovice (2008) en novice (2009). Telkens verbrak hij als jongste winnaar de Canadese records.
Bij zijn eerste deelname aan de NK junioren in 2010 won hij de bronzen medaille. De elfjarige Nguyen schaatste een maand later op uitnodiging op het kunstschaatsgala van de Olympische Winterspelen 2010 in Vancouver. Bij de NK junioren 2011 veroverde hij, wederom als jongste Canadees in de geschiedenis, de gouden medaille.
Na eerder als dertiende en als twaalfde geëindigd te zijn bij de WK junioren, won hij bij de WK junioren 2014 goud. Nguyen maakte datzelfde seizoen ook de overstap naar de internationale kunstschaatswedstrijden voor senioren. Hij werd in 2014 en 2015 respectievelijk tiende en elfde bij het Viercontinentenkampioenschap en twaalfde en vijfde bij de WK. In 2015 won de zestienjarige Nguyen de Canadese nationale kampioenschappen voor senioren.

## Belangrijke resultaten
| Kampioenschap                                        | 09/10 | 10/11 | 11/12 | 12/13 | 13/14 | 14/15         | 15/16         | 16/17         | 17/18         | 18/19         | 19/20         |
| ---------------------------------------------------- | ----- | ----- | ----- | ----- | ----- | ------------- | ------------- | ------------- | ------------- | ------------- | ------------- |
| Wereldkampioenschap                                  |       |       |       |       | 12e   | 5e            | 27e           |               | 25e           | 16e           | *             |
| Viercontinentenkampioenschap                         |       |       |       |       | 10e   | 11e           |               | 8e            | 9e            | 10e           | 6e            |
| Nationaal kampioenschap                              |       |       | 7e    | 6e    | 5e    | Goud          | 4e            | Brons         | Brons         | Goud          | Zilver        |
| WK junioren                                          |       |       | 13e   | 12e   | Goud  | geen deelname | geen deelname | geen deelname | geen deelname | geen deelname | geen deelname |
| NK junioren                                          | Brons | Goud  |       |       |       | geen deelname | geen deelname | geen deelname | geen deelname | geen deelname | geen deelname |
| * WK afgelast naar aanleiding van de coronapandemie. |       |       |       |       |       |               |               |               |               |               |               |